# Kepuh (Lemahsugih)
Kepuh is een bestuurslaag in het regentschap Majalengka van de provincie West-Java, Indonesië. Kepuh telt 3464 inwoners (volkstelling 2010).